# Curcumorpha
Curcumorpha é um género botânico pertencente à família Zingiberaceae.